# Segédkönyvek a Francia Nyelv és Irodalom Tanításához
A Segédkönyvek a Francia Nyelv és Irodalom tanításához egy 20. század eleji iskolai könyvsorozat volt, amely Stampfel Károly kiadásában jelent meg Pozsonyban 1901 és 1905 között, és a következő köteteket tartalmazta:
- 1. füzet. ?
- 2. füzet. Sarcey Francisque. Le siège de Paris. Jegyzetekkel és bevezetéssel ellátta Mendlik Alajos. (IV. 106 1. és 1 térkép) 1901.
- 3. füzet. Voltaire. Historie de Charles XII. Jegyzetekkel és bevezetéssel ellátta Bodnár Gyula. (104 l.) 1902.
- 4. füzet. Daudet Alphonse. Le petit Chose. Jegyzetekkel és bevezetéssel ellátta Bodnár Gyula. (118 l.) 1902.
- 5. füzet. La Fontaine. Choix de fables. Módszeresen kidolgozta, életrajzzal és magyarázó jegyzetekkel ellátta Otrok Mihály. 20 képpel. (72 l.) 1903.
- 6. füzet. Prosateurs modernes. Francçois Coppée. Pierre Loti. Henri Lavedan, René Bazin etc. (79 l.) 1907.
- 7. füzet. Humoristes français. Alphonse Allais, Georges Auriol, Alfréd Capus, Michel Provins etc. (84 l.) 1903.
- 8. füzet Chailley-Bert Joseph. Tu seras commercant. Iskolai kiadás. (176 l.) 1903.
- 9. füzet. Anthologie des poètes français. Par Ignace Gábor. I. Poètes des XV., XVI., XVII. et XVIII. siècles. (124 l.) 1903.
- 10. füzet. Anthologie des poètes français. Par Ignace Gábor. Pécédée d'une introduction sur la versification française et accompagnée d'annotations hongroises et de remarques littéraires. II. Poétes du XIX. sičcle. (104 l.) 1903.
- 11. füzet. Thierry Amadée. Historie legendaire d'Attila. Bevez. Bodnár Gyula. (92 l.) 1903.
- 12. füzet. Daudet Alphonse. Aventures predigieuses de Tartarin de Tarascon. Bevezetéssel és jegyzetekkel ellátta Otrok Mihály. (107 l.) 1904.
- 13. füzet. Francia Szállóigék. Magyarázattal s a forrás szövegével ellátta Klimó Mihály. (67 l.) 1905.